# Pokémon Black och White
Pokémon Black Version och Pokémon White Version (ポケットモンスターホワイト・ブラック Poketto Monsutā Burakku Howaito?) är två parallella spel i den femte Pokémon-generationen som släpptes i september 2010 i Japan, och i mars 2011 i USA, Europa samt Oceanien. Med dessa två spel har 156 nya Pokémon tillkommit.

## Utveckling
Den 29 januari 2010 utannonserade The Pokémon Company att ett nytt spel till DS skulle släppas senare under året. Regissören Junichi Masuda berättade att flera av spelseriens aspekter skulle förbättras inför den nya generationen. Den 9 april 2010 uppdaterades den japanska pokémonsidan med titlarna på versionerna – Black och White – och utannonserade att spelen skulle utges under hösten 2010. Spelen har fått en uppgraderad grafisk stil jämfört med de tidigare spelen i serien, med ett ökat användande av 3D; dock är spelen inte utvecklade för 3DS-konsolen.

## Marknadsföring
Junichi Masuda visade den 7 februari 2010 upp en silhuett av en ny pokémon i TV-programmet Pokémon Sunday, och berättade att den skulle vara med i en kommande Pokémon-film som skulle komma ut under sommaren. Karaktären skulle identifieras i ett kommande avsnitt av Pokémon Sunday, den 21 februari samma år. Denna nya karaktär skulle också komma att vara med i 2010 års marsupplaga av tidningen CoroCoro Comic, som släpptes den 15 februari, och är början på Pokémonseriens femte generation. Pokémonen har fått namnet "Zoroark" (ゾロアーク Zoroāku?). Den utvecklas från "Zorua" (ゾロア Zoroa?). Båda är med i filmen Pokémon: Zoroark - Illusionernas mästare, som i Sverige släpptes hösten 2011.

## Mottagande
Justin Towell från den brittiska webbsidan Gamesradar uttryckte besvikelse, både över att spelen inte utannonserats för den kommande Nintendo 3DS-konsolen, och att titlarna "Black" och "White" (svenska: "Svart" och "Vit") frammanade bilder av gammaldags Game Boy-teknologi och även riskerar att segregera spelare genom att konsumentgrupper av olika etniskt ursprung kan komma att köpa endast den ena av två versioner.

## Pokémon Black 2 och White 2
Två uppföljare, Pokémon Black 2 och White 2, släpptes till Nintendo DS den 23 juni 2012 i Japan, och den 12 oktober samma år i övriga delar av världen.
De utspelar sig två år efter Black och White, och inkluderar fyra nya städer, större pokédex, nya figurer och de nya gymledarna Cheren, Roxie och Marlon. Den tidigare gymledaren Iris har i Black 2 och White 2 blivit en ny mästare.